# Sworoń
Sworoń – wieś w Polsce położona w województwie świętokrzyskim, w powiecie staszowskim, w gminie Osiek.
W latach 1975–1998 miejscowość administracyjnie należała do województwa tarnobrzeskiego. W bezpośrednim sąsiedztwie wsi przebiegają wały wiślane, z kolei po przeciwległej stronie przebiega szerokotorowa linia kolejowa nr 65 (tzw. LHS); a przez wieś biegną cztery drogi gminne, tj. nr 4233023 do Trzcianki, nr 4233018 do Trzcianki-Kolonii, nr 4233034 do Matiaszowa i nr 4233025 do Nakola.
Na tym terenie funkcjonowała szkoła podstawowa już w okresie międzywojennym, ale głównie dla osadników (kolonistów) niemieckich, z kolei w okresie II wojny światowej też dla dzieci polskich poddanych intensywnej germanizacji (uczonych tylko przez nauczyciela Niemca, w tym też religii i katechezy). Po wojnie przekształcono ją w szkołę początkową, później VIII–klasową szkołę podstawową, która funkcjonowała do 2008 roku. Jednak z początkiem nowego tysiąclecia ze względu na ujemny przyrost demograficzny, rozpoczęto proces jej całkowitej likwidacji (początkowo z jej dalszego utrzymywania zrezygnowała gmina Osiek, zapewne powodem tego były zbyt wysokie koszty); rodzice jednak powołali stowarzyszenie przyjaciół szkoły (w celu zachowania szkoły niepublicznej w wiosce). Jednak po spadku liczby uczniów po niżej 5, utrzymywanie tegoż stowarzyszenia stało się zbyt kosztowne dla rodziców, jak i gminy, która też subsydiował to stowarzyszenie; a tańszym rozwiązaniem okazało się dowożenie przeniesionych uczniów z rejonem szkolnym do Publicznej Szkoły Podstawowej w Ossali. Budynek szkoły wraz z salą gimnastyczną z końca lat 90. XX wieku postanowiono przeznaczyć na Dom Opieki dla samotnych osób w podeszłym wieku.

## Historia
Wieś pojawia się pod koniec XVI wieku – niewymieniona w regestrze poborowym województwa sandomierskiego z 1578 roku, za to wzmiankowana w inwentarzu z roku 1589 wchodzącego w skład Archiwum Skarbu Koronnego (LVI, S 5/II, s. 326) jako leżąca na prawym brzegu Wisły. Późniejsze dokumenty mówią o zmianie przebiegu Wisły, przez co Sworoń został odłączony od wsi Przykop i znalazł się na lewym brzegu Wisły. Jako że Przykop należał do klucza osieckiego, tłumaczy to dlaczego Sworoń włączono do parafii Osiek podczas gdy wszystkie sąsiadujące z nim wsie na lewym brzegu Wisły należały do parafii Niekrasów.
Wieś wymieniana w Słowniku geograficznym Królestwa Polskiego i innych krajów słowiańskich pod koniec XIX wieku.

SWOROŃ, (w) roku 1662 Swaroń, wieś włościańska, nad rzeką Wisłą, powiat sandomierski, gmina Tursko, parafia Osiek. odległość od Sandomierza 33 wiorst, ma 25 domów, 168 mieszkańców, 142 mórg. W 1827 roku było (tu) 25 domów, 103 mieszkańców. Nie wymieniona w spisach poborowych z XVI wieku, pojawia się dopiero w spisie z 1662 roku (w parafii Osiek), liczy 60 głów.

Słownik geograficzny Królestwa Polskiego i innych krajów słowiańskich, t. XI.

Na podstawie ww. informacji z 1890 roku – Sworoń, to wieś włościańska nad rzeką Wisłą, w ówczesnym powiecie sandomierskim, w gminie Tursko, ale w parafii Osiek, a nie w parafii Niekrasów. Leży w odległości 33 wiorst od Sandomierza. Ma 25 domów, 168 mieszkańców i 142 morgi rozległości ogółem. W 1827 roku było tu 25 domów i 103 mieszkańców.
W 1886 roku parafia Osiek należy do dekanatu sandomierskiego i liczy 3 895 dusz.
Kolejna wzmianka o Sworoniu z 1867 roku, wskazuje, że wchodził on w skład gminy Tursko, z urzędem gminy w Strużkach. Wówczas to sądem okręgowym dla gminy był IV Sąd Okręgowy w Staszowie (tam też była stacja pocztowa). Gmina miała 8 781 mórg rozległości ogółem (w tym 5 083 mórg włościańskich) i 4 613 mieszkańców (w tym 1,4 proc. pochodzenia żydowskiego, tj. 63 żydów). W skład gminy wchodziły jeszcze: Antoszówka, Dąbrowa, Luszyca, Matyaszów, Nakol, Niekrasów, Niekurza, Okrągła, Ossala, Pióry, Rudniki, Szwagrów, Strużki, Trzcianka, Tursko Małe, Tursko Wielkie, Tursko Wola, Zaduska Kępa i Zawada.
W 1986 roku rozpoczęto budowę Kopalni Siarki Osiek, na złożu siarki rodzimej w obrębie sołectw: Mikołajów – Trzcianka – Sworoń. W wyniku tych działań, tj. od roku 1992 do 2006, całkowicie zlikwidowano tylko jedno sołectwo Mikołajów z niewielkimi zmianami terytorialnymi dla Sworonia.

## Demografia
Współczesna struktura demograficzna wioski Sworoń na podstawie danych z lat 1995–2009 według roczników GUS-u, z prezentacją danych z 2002 roku:

| WYSZCZEGÓLNIENIE | WYSZCZEGÓLNIENIE | WYSZCZEGÓLNIENIE | WYSZCZEGÓLNIENIE | WYSZCZEGÓLNIENIE | J. m.       | POPULACJA MIESZKAŃCÓW (w przedziałach wiekowych w 2002 roku) | POPULACJA MIESZKAŃCÓW (w przedziałach wiekowych w 2002 roku) | POPULACJA MIESZKAŃCÓW (w przedziałach wiekowych w 2002 roku) | POPULACJA MIESZKAŃCÓW (w przedziałach wiekowych w 2002 roku) | POPULACJA MIESZKAŃCÓW (w przedziałach wiekowych w 2002 roku) | POPULACJA MIESZKAŃCÓW (w przedziałach wiekowych w 2002 roku) | POPULACJA MIESZKAŃCÓW (w przedziałach wiekowych w 2002 roku) | POPULACJA MIESZKAŃCÓW (w przedziałach wiekowych w 2002 roku) | POPULACJA MIESZKAŃCÓW (w przedziałach wiekowych w 2002 roku) | POPULACJA MIESZKAŃCÓW (w przedziałach wiekowych w 2002 roku) |
| WYSZCZEGÓLNIENIE | WYSZCZEGÓLNIENIE | WYSZCZEGÓLNIENIE | WYSZCZEGÓLNIENIE | WYSZCZEGÓLNIENIE | J. m.       | OGÓŁEM                                                       | 0-9                                                          | 10-19                                                        | 20-29                                                        | 30-39                                                        | 40-49                                                        | 50-59                                                        | 60-69                                                        | 70-79                                                        | 80 +                                                         |
| ---------------- | ---------------- | ---------------- | ---------------- | ---------------- | ----------- | ------------------------------------------------------------ | ------------------------------------------------------------ | ------------------------------------------------------------ | ------------------------------------------------------------ | ------------------------------------------------------------ | ------------------------------------------------------------ | ------------------------------------------------------------ | ------------------------------------------------------------ | ------------------------------------------------------------ | ------------------------------------------------------------ |
| I.               | OGÓŁEM           | OGÓŁEM           | OGÓŁEM           | OGÓŁEM           | os.         | 126                                                          | 12                                                           | 19                                                           | 18                                                           | 15                                                           | 15                                                           | 13                                                           | 18                                                           | 12                                                           | 4                                                            |
| I.               | —                | odsetek          | odsetek          | odsetek          | %           | 100                                                          | 9,5                                                          | 15,1                                                         | 14,3                                                         | 11,9                                                         | 11,9                                                         | 10,4                                                         | 14,1                                                         | 9,6                                                          | 3,2                                                          |
| I.               | 1.               | WEDŁUG PŁCI      | WEDŁUG PŁCI      | WEDŁUG PŁCI      | WEDŁUG PŁCI | WEDŁUG PŁCI                                                  | WEDŁUG PŁCI                                                  | WEDŁUG PŁCI                                                  | WEDŁUG PŁCI                                                  | WEDŁUG PŁCI                                                  | WEDŁUG PŁCI                                                  | WEDŁUG PŁCI                                                  | WEDŁUG PŁCI                                                  | WEDŁUG PŁCI                                                  | WEDŁUG PŁCI                                                  |
| I.               | 1.               | A.               | Mężczyzn         | Mężczyzn         | os.         | 65                                                           | 4                                                            | 11                                                           | 12                                                           | 9                                                            | 8                                                            | 7                                                            | 8                                                            | 5                                                            | 1                                                            |
| I.               | 1.               | A.               | —                | odsetek          | %           | 51,6                                                         | 3,2                                                          | 8,8                                                          | 9,5                                                          | 7,1                                                          | 6,3                                                          | 5,6                                                          | 6,3                                                          | 4                                                            | 0,8                                                          |
| I.               | 1.               | B.               | Kobiet           | Kobiet           | os.         | 61                                                           | 8                                                            | 8                                                            | 6                                                            | 6                                                            | 7                                                            | 6                                                            | 10                                                           | 7                                                            | 3                                                            |
| I.               | 1.               | B.               | —                | odsetek          | %           | 48,4                                                         | 6,3                                                          | 6,3                                                          | 4,8                                                          | 4,8                                                          | 5,6                                                          | 4,8                                                          | 7,8                                                          | 5,6                                                          | 2,4                                                          |

 Rysunek 1.1 Piramida populacji — struktura płci i wieku wioski
| I. | OGÓŁEM | OGÓŁEM  | OGÓŁEM            | OGÓŁEM            | OGÓŁEM            | os.     | 126     | 65      | 61      |         |         |         |         |         |         |         |         |         |         |         |
| I. | —      | odsetek | odsetek           | odsetek           | odsetek           | %       | 100     | 51,6    | 48,4    |         |         |         |         |         |         |         |         |         |         |         |
| I. | 1.     | W WIEKU | W WIEKU           | W WIEKU           | W WIEKU           | W WIEKU | W WIEKU | W WIEKU | W WIEKU | W WIEKU | W WIEKU | W WIEKU | W WIEKU | W WIEKU | W WIEKU | W WIEKU | W WIEKU | W WIEKU | W WIEKU | W WIEKU |
| I. | 1.     | A.      | Przedprodukcyjnym | Przedprodukcyjnym | Przedprodukcyjnym | os.     | 27      | 14      | 13      |         |         |         |         |         |         |         |         |         |         |         |
| I. | 1.     | A.      | —                 | odsetek           | odsetek           | %       | 21,4    | 11,1    | 10,3    |         |         |         |         |         |         |         |         |         |         |         |
| I. | 1.     | B.      | Produkcyjnym      | Produkcyjnym      | Produkcyjnym      | os.     | 69      | 41      | 28      |         |         |         |         |         |         |         |         |         |         |         |
| I. | 1.     | B.      | —                 | odsetek           | odsetek           | %       | 54,8    | 32,6    | 22,2    |         |         |         |         |         |         |         |         |         |         |         |
| I. | 1.     | B.      | a.                | mobilnym          | mobilnym          | os.     | 48      | 29      | 19      |         |         |         |         |         |         |         |         |         |         |         |
| I. | 1.     | B.      | a.                | —                 | odsetek           | %       | 38,1    | 23      | 15,1    |         |         |         |         |         |         |         |         |         |         |         |
| I. | 1.     | B.      | b.                | niemobilnym       | niemobilnym       | os.     | 21      | 12      | 9       |         |         |         |         |         |         |         |         |         |         |         |
| I. | 1.     | B.      | b.                | —                 | odsetek           | %       | 16,7    | 9,6     | 7,1     |         |         |         |         |         |         |         |         |         |         |         |
| I. | 1.     | C.      | Poprodukcyjnym    | Poprodukcyjnym    | Poprodukcyjnym    | os.     | 30      | 10      | 20      |         |         |         |         |         |         |         |         |         |         |         |
| I. | 1.     | C.      | —                 | odsetek           | odsetek           | %       | 23,8    | 7,9     | 15,9    |         |         |         |         |         |         |         |         |         |         |         |

## Dawne części wsi – obiekty fizjograficzne
W latach 70. XX wieku przyporządkowano i opracowano spis lokalnych części integralnych dla Sworonia zawarty w tabeli 1.
| Nazwa wsi — miasta        | Nazwy części wsi — miasta | Nazwy obiektów fizjograficznych — charakter obiektu                                                                         |
| ------------------------- | ------------------------- | --- |
| I. Gromada TURSKO WIELKIE |                           | |
| 1. Sworoń                 | 1. Za Wałem               | 1. Pastwiska — pole, łąka 2. Pod Baranem — pole 3. Rzeka Nakolska — rzeczka 4. Rzeka Sworońska — rzeczka 5. Za Wałem — łąka |

## Literatura
- Bielec Jan (red.), Szwałek Stanisława: Wykaz urzędowych nazw miejscowości w Polsce. Ministerstwo Administracji, Gospodarki Terenowej i Ochrony Środowiska. T. III: P - Ż. Warszawa: GUS, 1982. Brak numerów stron w książce
- Chlebowski Bronisław (red. naczelny), Walewski Władysław (red.): Słownik geograficzny Królestwa Polskiego i innych krajów słowiańskich. Według planu Filipa Sulimierskiego i z pomocą zgromadzonych przez niego materyałów. Nakładem Władysława Walewskiego. T. XI. Warszawa: Druk „WIEKU” Nowy-Świat Nr. 61, 1890. Brak numerów stron w książce
- Kaczmarek Leon (red. nauk. zeszytu), Taszycki Witold (red. nauk. wyd.): Urzędowe Nazwy miejscowości i obiektów fizjograficznych. 33. Powiat staszowski województwo kieleckie. Komisja ustalania nazw miejscowości i obiektów fizjograficznych (do użytku służbowego). Z: 33. Warszawa: Urząd Rady Ministrów. Biuro do Spraw Prezydiów Rad Narodowych, 1970. Brak numerów stron w książce
- Sulimierski Filip (red. naczelny), Chlebowski Bronisław (red.), Walewski Władysław (red.): Słownik geograficzny Królestwa Polskiego i innych krajów słowiańskich. Nakładem Władysława Walewskiego. T. VII. Warszawa: Druk „WIEKU” Nowy-Świat Nr. 61, 1886. Brak numerów stron w książce
- Sulimierski Filip (red. naczelny), Chlebowski Bronisław (red.): Słownik geograficzny Królestwa Polskiego i innych krajów słowiańskich. Nakładem Władysława Walewskiego do końca tomu X. Od tomu XI, z zasiłku Kasy pomocy dla osób pracujących na polu naukowem imienia D-ra Mianowskiego. T. XII. Warszawa: Druk „WIEKU” Nowy-Świat Nr. 61, 1892. Brak numerów stron w książce